# 愛ノ花初義
愛ノ花 初義（あいのはな はつよし、1904年1月13日 - 1944年11月11日）は、愛媛県宇和島市出身で押尾川部屋に所属した元大相撲力士。本名は宮川 初義。最高位は十両2枚目。

## 経歴
大阪相撲の押尾川部屋に入門。東西合併により、1927年5月三段目に付出され、その場所で三段目優勝を果たす。1931年5月十両に昇進したが、2場所続けて負け越し、1932年1月場所の番付では幕下に落ちた。ところが、番付発表直後に起きた春秋園事件により、大量の幕内十両の脱退者が出たため、一転して十両残留となった。以後6場所連続十両の地位にあった。1934年1月に幕下に落ち、翌5月三段目まで陥落したところで廃業した。1944年死去。

## 成績
- 番付在位場所数：26場所
- 十両在位：8場所
- 十両成績：29勝42敗13休
- 通算成績：少なくとも58勝67敗35休が確認できる。
- 各段優勝：三段目優勝1回

### 場所別成績
| 1927年 （昭和2年） | x                   | x                 | 東三段目11枚目 優勝 6–0    | 西幕下11枚目 2–4 |
| 1928年 （昭和3年） | 東幕下20枚目 –      | 東幕下17枚目 –    | 西幕下31枚目 –             | 西幕下31枚目 –   |
| 1929年 （昭和4年） | 東幕下17枚目 4–2    | 東幕下17枚目 –    | 西幕下6枚目 0–6            | 西幕下6枚目 3–3  |
| 1930年 （昭和5年） | 西幕下27枚目 –      | 西幕下27枚目 –    | 西幕下11枚目 3–3           | 西幕下11枚目 3–3 |
| 1931年 （昭和6年） | 西幕下10枚目 4–2    | 西幕下10枚目 4–2  | 東十両11枚目 5–6           | 東十両11枚目 2–9 |
| 1932年 （昭和7年） | 西十両8枚目 5–3     | 西十両8枚目 4–4–2 | 東十両6枚目 6–5            | 東十両6枚目 5–6  |
| 1933年 （昭和8年） | 西十両2枚目 2–9     | x                 | 西十両14枚目 2–9           | x                |
| 1934年 （昭和9年） | 東幕下13枚目 0–0–11 | x                 | 西三段目16枚目 引退 0–0–11 | x                |
| 各欄の数字は、「勝ち-負け-休場」を示す。 優勝 引退 休場 十両 幕下 三賞：敢=敢闘賞、殊=殊勲賞、技=技能賞 その他：★=金星 番付階級：幕内 - 十両 - 幕下 - 三段目 - 序二段 - 序ノ口 幕内序列：横綱 - 大関 - 関脇 - 小結 - 前頭（「#数字」は各位内の序列） |                     |                   |                            |                  |

- 相撲レファレンス未登録分の幕下以下の地位は小島貞二コレクションの番付実物画像による。